# Badeni Jelizaveta Alekszejevna orosz cárné
Jelizaveta Alekszejevna, született Lujza badeni hercegnő (németül: Prinzessin Luise Marie Auguste von Baden, oroszul: императрица Елизавета Алексеевна; Karlsruhe, 1779. január 24. – Beljov, 1826. május 16.) a Zähringen-házból származó badeni hercegnő, I. Sándor orosz cárral kötött házasságra révén 1801–1825 között Oroszország cárnéja.

## Fiatalkora
Lujza hercegnő Károly Lajos badeni herceg (1755–1801), Baden trónörököse  és Amália hessen–darmstadti hercegnő (1754–1832) harmadik gyermekeként született 1779-ben. A hétgyermekes család meghitt, barátságos környezetben élt. Lujza nagyon jó kapcsolatot alakított ki édesanyjával, akihez élete végéig nagyon ragaszkodott (Amália hercegnő túlélte az összes gyermekét, így Lujzát is). Édesapja, bár a trónörökösi rangot viselte, sohasem került Baden trónjára: Károly Frigyes nagyherceg, Lujza nagyapja túlélte a fiát.
Lujza még csak tizenkét éves volt, amikor szülei döntöttek a jövőjéről. II. (Nagy) Katalin cárnő, az Orosz Birodalom uralkodója feleséget keresett legidősebb unokájának, Sándor nagyhercegnek. A cárnő a badeni hercegnőket szemelte ki, mint unokája lehetséges menyasszonyait. Meghívta magához Szentpétervárra Amália hercegné harmadik és negyedik leányát, Lujza és Friderika Dorottya hercegnőket.
A nővérek 1792-ben érkeztek meg az orosz fővárosba, Szentpétervárra. Lujza hercegnő azonnal elnyerte Katalin cárnő tetszését, és Sándor nagyhercegnek is ő tetszett jobban. A nagyherceg eleinte alig mert közeledni Lujzához, de végül szerelmet vallott neki, és a hercegnő viszonozta érzelmeit. 1793 májusában Sándor eljegyezte Lujzát, aki felvette az ortodox hitet, megtanult oroszul, nagyhercegnéi rangot kapott, és ettől fogva „Jelizaveta Alekszejevnának” hívták. (Nővére, Friderika Dorottya hercegnő 1797-ben IV. Gusztáv svéd király felesége lett.)
Az esküvőt 1793. szeptember 28-án tartották. A hercegnő ekkor még csak tizennégy éves volt, férje pedig két évvel idősebb.

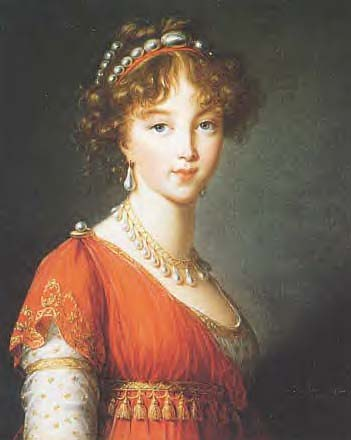
Az ifjú Jelizaveta nagyhercegné

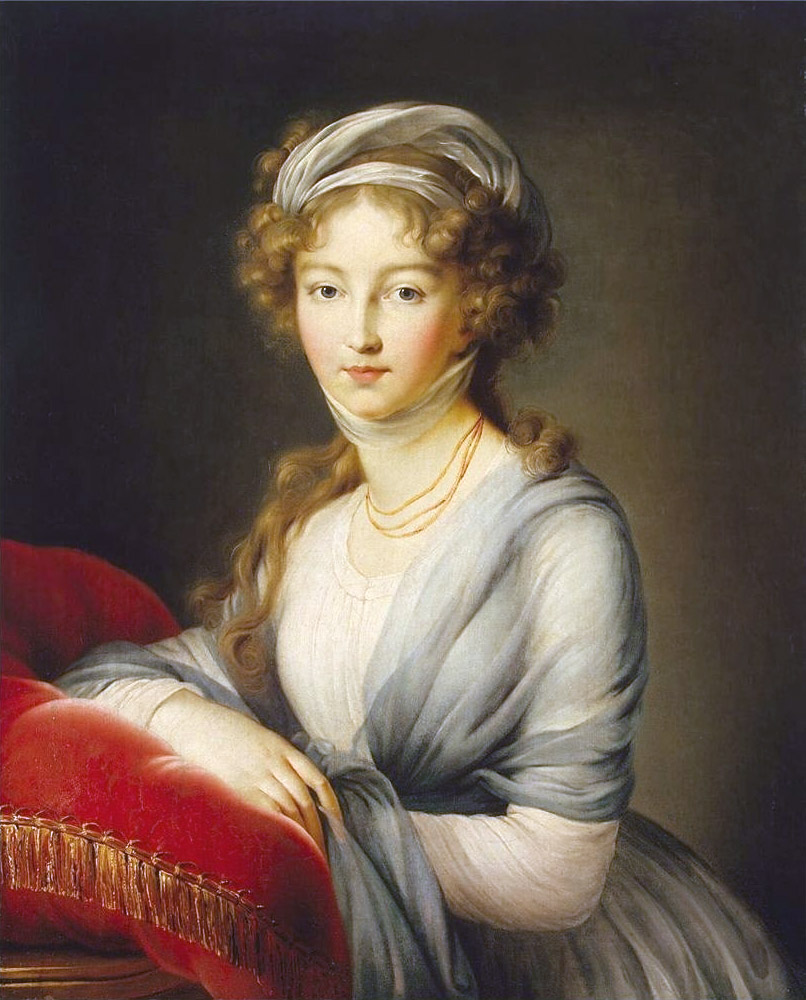
A cárné 1795-ben (Louise Élisabeth Vigée Le Brun portréja)

## A nagyhercegné, a cárné
Jelizaveta nagyon fiatalként csöppent bele az orosz cári udvar pezsgő életébe, amely megijesztette őt. A nemesség erkölcstelen viselkedése (Katalin cárnő fiatal szeretője, Platon Zubov például megpróbálta elcsábítani Jelizavetát) csak még inkább növelte a nagyhercegnő honvágyát, ami azután lett elviselhetetlen számára, hogy Frederika nénje hazautazott Badenbe. Jelizaveta egyetlen vigasza férje volt, akit ekkor még nagyon szeretett.
A házasság kezdetben boldognak tűnt, azonban Jelizavetára egyre nagyobb nyomás nehezedett, mivel a cárnő fiú utódot akart. 1796-ban meghalt II. Katalin, de a trónra Jelizaveta apósa, I. Pál lépett. Pál és Jelizaveta leplezetlen ellenszenvvel viseltettek egymás iránt, így a nagyhercegné jobbnak látta elkerülni apósa udvarát. Sándor és Jelizaveta házasságán ekkor mutatkoztak meg az első repedések: Sándor, aki bizonyos mértékig csodálta apja katonás fegyelmét, kezdte elhanyagolni feleségét, aki emiatt magányosnak érezte magát.
Jelizaveta eleinte barátot keresett magának, akit meg is talált a gyönyörű Golovina grófnőben. Golovina azonban Sándor szeretője lett, ezért Jelizaveta megszakította vele a kapcsolatot, és férje legjobb barátjának, Adam Jerzy Czartoryski hercegnek karjaiba menekült. A herceg a lengyel Czartoryski család tagja volt, aki fontos posztokat töltött be az orosz kormányban. Kapcsolatuk három év után felbomlott.
1799. május 29-én, öt évnyi meddő házasság után Jelizaveta leánynak adott életet, aki a Marija Alekszandrovna nevet kapta. A baba színei sötétek voltak, felmenői között viszont mindenki szőke hajú és kék szemű volt, így felmerült a gyanú, hogy Marija Alekszandrovna valójában Adam Czartoryski herceg gyermeke. Akárhogy is volt, Czartoryskit egy diplomáciai küldetés ürügyén eltávolították az udvarból, Marija nagyhercegnő pedig egy év múlva, 1800. július 8-án meghalt.
1801 márciusának végén megölték I. Pált. A tervvel (mely szerint eredetileg csak lemondatták volna az uralkodót) Sándor és Jelizaveta is tisztában volt. A nagyhercegné végig támogatta férjét, aki 1801. március 23-án az orosz trónra lépett, így Jelizavetából az Orosz Birodalom cárnéja lett. Mint cárnénak kötelező volt részt vennie az udvari életben és az ünnepségeken, de a birodalom első asszonyának továbbra is Jelizaveta anyósa, Marija Fjodorovna anyacárné számított, amit Jelizaveta egyáltalán nem bánt.
Bár Sándor a nyilvánosság előtt továbbra is feleségeként bánt Jelizavetával, valójában a cár már nem szerette az asszonyt. Egy született lengyel hercegnővel, Maria Czetwertynskaval, Dmitrij Nariskin herceg feleségével tartott fenn viszonyt. Marija Antonovna Nariskina hercegné úgy büszkélkedett a cári szerető pozíciójával, hogy megpróbált jobban öltözködni, mint Jelizaveta, akinek ez nagyon rosszul esett.
A cárné újból felújította viszonyát Adam Czartoryskival, akit Sándor trónra lépésekor visszahívtak az országba. A kapcsolat azonban megint rövid életű volt, mert Jelizaveta beleszeretett egy jóképű udvaroncba, Alekszej Ohotnyikovba. Viszonyuk összes bizonyítékát (levelezések és naplók) később megsemmisítették I. Miklós cár, Jelizaveta sógorának uralkodása alatt. Ohotnyikov 1807-ben meghalt egy merénylet során. Sok történész szerint a gyilkosságot a cár vagy öccse, Konsztantyin nagyherceg rendelte meg.
1806. november 16-án Jelizavetának újabb gyermeke született, akit édesanyja után neveztek el. A gyanú megint felmerült, hogy a kis „Lizinka” Ohotnyikov leánya, de a cárné nem törődött a szóbeszéddel. Minden szeretetével a kisbabát halmozta el, aki azonban kétéves korában, 1808. május 12-én meghalt, betegség következtében. A cárné vigasztalhatatlan volt, de leányuk halála közelebb hozta Jelizavetát és Sándort, mivel igen kevés reményük volt egy újabb gyermekre.
A napóleoni háborúk alatt Sándornak nagy szüksége volt Jelizaveta támogatására, aki minden tőle telhetőt megtett az ügyben. Napóleon lemondása után a cárné csatlakozott férjéhez a bécsi kongresszuson, ahol találkozott régi szeretőjével, Adam Czartoryskival. Viszonyuk újra fellángolt, azonban csak nagyon rövid időre.
Negyvenes évei felé közeledve Jelizaveta egészsége romlani kezdett. Férje szakított Marija Nariskinával, és a pár újra bensőséges kapcsolatba került. Sándor és Jelizaveta egyre több időt töltött együtt; a cárné megpróbált férje kedvében járni és összebarátkozott annak kedvenc gyermekével, a Nariskinától született Szofjával. Szofja azonban 1824-ben meghalt, ami nagyon megrázta a cárt, ettől pedig még inkább felesége társaságát kereste.
1825-ben Jelizaveta egészsége erősen meggyengült, az orvosok azt javasolták neki, töltse melegebb éghajlaton a telet. A cárné férje társaságában az Azovi-tenger partján fekvő Taganrogba utazott. Sándor november 27-én a Krímbe utazott, hogy meglátogasson egy ott állomásozó ezredet. Az út során a cár súlyosan megfázott, majd 1825. december 1-jén meghalt.

## Személyisége és gyermekei
Jelizaveta Alekszejevna nagyon szép nőnek számított, amihez hozzájárult az is, hogy királynői megjelenéssel rendelkezett. Nagylelkű, kedves és szelíd teremtés volt, azonban félénk, visszahúzódó viselkedése miatt nem szerette őt sem férje családja, sem az orosz nemesség.
Értelmes, álmodozó nőként szerette a könyveket és a művészeteket. Nagyon igényelte férje figyelmét és amikor ezt nem kapta meg, eltávolodott tőle, de a kormányzásban továbbra is mellette állt és bátorította, támogatta őt. Segítőkészségére vall az is, amikor sógornőjét, Alekszandra Fjodorovnát (Sarolta porosz királyi hercegnőt) próbálta elfogadtatni az orosz udvarral és bevezetni az orosz szokásokba, hagyományokba.
Jelizavetának és Sándornak két lánya született, de mindketten korán meghaltak, és nem is volt biztos, hogy valóban Sándor lányai:
- Marija Alekszandrovna nagyhercegnő (1799. május 29. – 1800. július 8.)
- Jelizaveta Alekszandrovna nagyhercegnő (1806. november 16. – 1808. május 12.

A trónöröklés szempontjából nagyon fontos lett volna egy fiú utód, azonban ezt Jelizaveta nem tudta megadni férjének. A trónt így Sándor halála után Jelizaveta sógora, Miklós foglalta el.

## Halála
Sándor halála után Jelizaveta (aki immár anyacárnénak számított) túl gyenge volt ahhoz, hogy visszatérjen férje temetésére Szentpétervárra. Amikor az anyacárné végül mégis elindult a fővárosba, Beljovnál meg kellett állniuk, mert Jelizaveta nagyon betegnek érezte magát. Pár órával később Jelizaveta anyósa, Marija Fjodorovna anyacárné megérkezett Beljovba, hogy üdvözölhesse Jelizavetát. 1826. május 16-án hajnali fél négy felé Jelizavetát holtan találták ágyában. A szentpétervári Péter–Pál-székesegyházban, az orosz cárok és cárnék hagyományos temetkezési helyén helyezték örök nyugalomra.